# Odeleite
Odeleite es una freguesia portuguesa del municipio de Castromarín, en el distrito de Faro. Tiene 142,24 km² de área y 763 habitantes (2011). Densidad poblacional: 5,4 h/km².
Situada tierra adentro, en la zona septentrional del municipio, Odeleite es, con mucho, la freguesia de mayor extensión de las cuatro del concelho de Castromarín, del que ocupa casi la mitad de su territorio. Eminentemente rural, se ve afectada en las últimas décadas por un acusado proceso de despoblación (tenía 1261 habitantes en el censo de 1991 y 934 en el de 2001) y de envejecimiento demográfico.